# Skaltjärnen (Revsunds socken, Jämtland)
Skaltjärnen är en sjö i Bräcke kommun i Jämtland och ingår i Ljungans huvudavrinningsområde. Sjön har en area på 0,163 kvadratkilometer och ligger 296,3 meter över havet.

## Delavrinningsområde
Skaltjärnen ingår i det delavrinningsområde (696222-148084) som SMHI kallar för Mynnar i Bodsjön. Medelhöjden är 321 meter över havet och ytan är 4,09 kvadratkilometer. Det finns ett avrinningsområde uppströms, och räknas det in blir den ackumulerade arean 16,44 kvadratkilometer. Holmsjöbäcken som avvattnar avrinningsområdet har biflödesordning 3, vilket innebär att vattnet flödar genom totalt 3 vattendrag innan det når havet efter 179 kilometer. Avrinningsområdet består mestadels av skog (82 procent). Avrinningsområdet har 0,25 kvadratkilometer vattenytor vilket ger det en sjöprocent på 6,2 procent.